# Israel Broussard

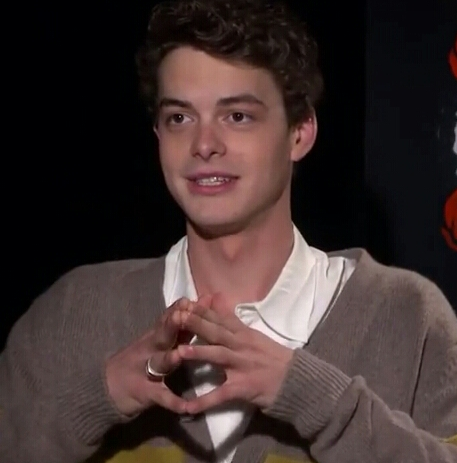
Israel Broussard, 2019

Isaiah Israel Broussard (* 22. August 1994 in Gulfport, Mississippi) ist ein US-amerikanischer Schauspieler.

## Leben
Israel Broussard wurde als eins von sieben Kindern in Gulfport, Mississippi geboren. Seine Schauspielkarriere begann 2010, als er in der Fernsehserie Romantically Challenged die Rolle des Justin Thomas in zwei Folgen spielte. Im gleichen Jahr wirkte er in dem Kurzfilm Mad Dog and the Flyboy und in Rob Reiners Filmkomödie Verliebt und ausgeflippt mit. In der Actionkomödie The Chaperone, eine Produktion der WWE Studios, arbeitete er unter anderem neben Paul Levesque vor der Kamera. Broussard erhielt seine erste Hauptrolle in The Bling Ring von Sofia Coppola, der Verfilmung der wahren Begebenheit von fünf verwöhnten, reichen Jugendlichen, die von Oktober 2008 bis August 2009 die Villen von Hollywood-Prominenten ausraubten. Neben ihm spielte Katie Chang die Hauptrolle, Taissa Farmiga und Emma Watson erhielten eine Nebenrolle. 2018 war er in der erfolgreichen Netflix-Produktion To All the Boys I’ve Loved Before zu sehen. Sein Schaffen umfasst 20 Film- und Fernsehproduktionen.

## Filmografie (Auswahl)
- 2010: Romantically Challenged (Fernsehserie, zwei Folgen)
- 2010: Mad Dog and the Flyboy (Kurzfilm)
- 2010: Verliebt und ausgeflippt (Flipped)
- 2011: The Chaperone – Der etwas andere Aufpasser (The Chaperone)
- 2013: The Bling Ring
- 2013: Sons of Anarchy (Fernsehserie, Episode 6x07 Sweet and Vaded)
- 2016: Fear the Walking Dead (Fernsehserie, 2 Episoden)
- 2016: Good Kids
- 2017: Happy Deathday (Happy Death Day)
- 2018: Extinction
- 2018: To All the Boys I’ve Loved Before
- 2019: Into the Dark (Fernsehserie, Episode 1x08)
- 2019: Happy Deathday 2U (Happy Death Day 2U)
- 2021: Fear of Rain – Die Angst in dir (Fear of Rain)